# Šahovski rekordi
Šahovski rekordi se nanašajo na rekorde v šahu.

## Najvišjirating

### Slovenija
- Najviše uvrščeni slovenski igralec na FIDE lestvici (julij 2004) je velemojster Aleksander Beliavsky (* 1953) z 2679 ratinškimi točkami.

- Najviše uvrščena Slovenka julija 2004 je bila ženska mednarodna mojstrica Ana Srebrnič (* 1984) z ratingom 2257.

Oktobra 2004 je bila najmočnejša slovenska igralka ženska mednarodna mojstrica (wIM) Ana Muzičuk (* 1990) z ratingom 2383, v kategoriji deklet do 20 let pa je bila 15. na svetu.

### Svet
- Najvišji ratinški dosežek vseh časov (2851 točk) pripada Rusu Gariju Kasparovu (dosegel ga je v januarju 2000).
- Med ženskami drži rekord Madžarka Judit Polgar, ki je leta 1996 dosegla 2675 ratinških točk.

## Igra na slepo
Svetovni rekord v igri na slepo je postavil Janos Flesch, ko je leta 1960 odigral 52 slepih partij z rezultatom (+31, =3, - 18).

## Računalniški šahovski svetovni rekordi
2070 računalnikov povezanih med seboj preko interneta je 30. januarja 2004 odigralo šahovsko partijo z danskim velemojstrom Petrom Nielsnom. Rezultat je bil neodločen. Največji mrežni računalnik neprofitne organizacije
ChessBrain tako drži svetovni rekord v šahovski igri proti
enemu človeku.

## Najmlajši velemojster
Igralci in igralke, ki se zelo mladi osvojili naslov moškega velemojstra, ter njihova starost ob tem:
- Robert Fischer, ZDA: 15 let, 6 mesecev, 1 dni
- Judit Polgar, Madžarska (igralka): 15 let, 4 mesecev, 28 dni
- Koneru Humpy, Indija (igralka): 15 let 1 mesec 27 dni
- Peter Leko, Madžarska (igralec): 14 let, 4 mesecev, 22 dni
- Etienne Bacrot, Francija (igralec): 14 let, 2 mesecev, 0 dni
- Ruslan Ponomaryov, Ukrajina (igralec): 14 let, 0 mesecev, 17 dni
- Teimour Radjabov, Azerbajdžan (igralec): 14 let, 0 mesecev, 14 dni
- Bu Xiangzhi, Ljudska republika Kitajska (igralec) : 13 let, 10 mesecev, 13 dni
- Sergey Karjakin, Ukrajina (igralec): 12 let, 7 mesecev, 0 dni

Vir: Chessbase

## Največ hkrati igranih partij
7. decembra 2002 je 11.320 ljudi hkrati odigralo 5660 partij šaha na Jose Marti Revolution Square v Havani (Kuba). Slovenija je leta 1949 v Zagrebu odigrala proti Hrvaški dvoboj na tristo deskah. Leta 2003 je bil v Celju dvoboj Slovenija Hrvaška na sto deskah, ki so ga dobili domačini 52 : 48.

## Najdaljša partija
Partija Nikolić - Arsović v Beogradu leta 1989 se je zavlekla do 269 poteze!
Nekaj časa (do leta 1992) je veljalo 100-potezno pravilo, ki je v določenih končnicah, za katere se je vedelo, da je 50 potez premalo za zmago, nadomeščalo (tudi) še danes veljavno 50-potezno pravilo. Ta partija je ilustracija tega pravila: po 167.Lxb5, ko je padel zadnji kmet je nastala končnica K+T+L proti K+T, kjer je zelo težko (ob pravilni igri črnega nemogoče) zmagati. V pričujoči rekordni partiji tudi Nikoliću ni uspelo. Dokler bo veljalo 50-potezno pravilo bo partija Nikolić - Arsović z 269 potezami nedosegljiva!
Nikolić- Arsović, Beograd 1989
 1.d4 Sf6 2.c4 g6 3.Sc3 Lg7 4.e4 d6 5.Sf3 O-O 6.Le2 Sbd7 7.O-O e5 8.Te1 Te8 9.Lf1 h6 10.d5 Sh7 11.Tb1 f5 12.Sd2 f4 13.b4 g5 14.Sb3 Lf8 15.Le2 Sdf6 16.c5 g4 17.cxd6 cxd6 18.a3 Sg5 19.Lf1 Te7 20.Dd3 Tg7 21.Kh1 De8 22.Sd2 g3 23.fxg3 fxg3 24.Dxg3 Sh3 25.Df3 Dg6 26.Sc4 Ld7 27.Ld3 Sg5 28.Lxg5 Dxg5 29.Se3 Te8 30.Se2 Le7 31.Tbd1 Tf8 32.Sf5 Sg4 33.Seg3 h5 34.Kg1 h4 35.Dxg4 Dxg4 36.Sh6+ Kh7 37.Sxg4 hxg3 38.Se3 gxh2+ 39.Kxh2 Th8 40.Th1 Kg6+ 41.Kg1 Tc8 42.Le2 Tc3 43.Td3 Tc1+ 44.Sf1 Ld8 45.Th8 Lb6+ 46.Kh2 Th7+ 47.Txh7 Kxh7 48.Sd2 Lg1+ 49.Kh1 Ld4+ 50.Sf1 Lg4 51.Lxg4 Txf1+ 52.Kh2 Lg1+ 53.Kh3 Te1 54.Lf5+ Kh6 55.Kg4 Te3 56.Td1 Lh2 57.Th1 Tg3+ 58.Kh4 Txg2 59.Kh3 Tg3+ 60.Kxh2 Txa3 61.Tg1 Ta6 62.Tg6+ Kh5 63.Kg3 Tb6 64.Tg7 Txb4 65.Lc8 a5 66.Lxb7 a4 67.Lc6 a3 68.Ta7 Tb3+ 69.Kf2 Kg5 70.Ke2 Kf4 71.Ta4 Th3 72.Kd2 a2 73.Lb5 Th1 74.Txa2 Th2+ 75.Le2 Kxe4 76.Ta5 Kd4 77.Ke1 Th1+ 78.Kf2 Tc1 79.Lg4 Tc2+ 80.Ke1 e4 81.Le6 Ke5 82.Lg8 Tc8 83.Lf7 Tc7 84.Le6 Tc2 85.Ta8 Tb2 86.Ta6 Tg2 87.Kd1 Tb2 88.Ta5 Tg2 89.Ld7 Th2 90.Lc6 Kf4 91.Ta8 e3 92.Te8 Kf3 93.Tf8+ Ke4 94.Tf6 Kd3 95.Lb5+ Kd4 96.Tf5 Th1+ 97.Ke2 Th2+ 98.Kd1 Th1+ 99.Kc2 Th2+ 100.Kc1 Th1+ 101.Kc2 Th2+ 102.Kd1 Th1+ 103.Ke2 Th2+ 104.Kf1 Tb2 105.Le2 Ke4 106.Th5 Tb1+ 107.Kg2 Tb2 108.Th4+ Kxd5 109.Kf3 Kc5 110.Kxe3 Tb3+ 111.Ld3 d5 112.Th8 Ta3 113.Te8 Kd6 114.Kd4 Ta4+ 115.Kc3 Ta3+ 116.Kd4 Ta4+ 117.Ke3 Ta3 118.Th8 Ke5 119.Th5+ Kd6 120.Tg5 Tb3 121.Kd2 Tb8 122.Lf1 Te8 123.Kd3 Te5 124.Tg8 Th5 125.Lg2 Kc5 126.Tf8 Th6 127.Lf3 Td6 128.Te8 Tc6 129.Ta8 Tb6 130.Td8 Td6 131.Tf8 Ta6 132.Tf5 Td6 133.Kc3 Td8 134.Tg5 Td6 135.Th5 Td8 136.Tf5 Td6 137.Tf8 Ta6 138.Te8 Tc6 139.Ta8 Tb6 140.Ta5+ Tb5 141.Ta1 Tb8 142.Td1 Td8 143.Td2 Td7 144.Lg2 Td8 145.Kd3 Ta8 146.Ke3 Te8+ 147.Kd3 Ta8 148.Kc3 Td8 149.Lf3 Td7 150.Kd3 Ta7 151.Lg2 Ta8 152.Tc2+ Kd6 153.Tc3 Ta2 154.Lf3 Ta8 155.Tb3 Ta5 156.Ke3 Ke5 157.Td3 Tb5 158.Kd2 Tc5 159.Lg2 Ta5 160.Lf3 Tc5 161.Ld1 Tc8 162.Lb3 Tc5 163.Th3 Kf4 164.Kd3 Ke5 165.Th5+ Kf4 166.Kd4 Tb5 167.Lxd5  (začetek štetja 50-ih oz. 100-ih potez)
 Tb4+ 168.Lc4 Ta4 169.Th7 Kg5 170.Tf7 Kg6 171.Tf1 Kg5 172.Kc5 Ta5+ 173.Kc6 Ta4 174.Ld5 Tf4 175.Te1 Tf6+ 176.Kc5 Tf5 177.Kd4 Kf6 178.Te6+ Kg5 179.Le4 Tf6 180.Te8 Kf4 181.Th8 Td6+ 182.Ld5 Tf6 183.Th1 Kf5 184.Le4+ Ke6 185.Ta1 Kd6 186.Ta5 Te6 187.Lf5 Te1 188.Ta6+ Ke7 189.Le4 Tc1 190.Ke5 Tc5+ 191.Ld5 Tc7 192.Tg6 Td7 193.Th6 Kd8 194.Le6 Td2 195.Th7 Ke8 196.Kf6 Kd8 197.Ke5 Td1 198.Ld5 Ke8 199.Kd6 Kf8 200.Tf7+ Ke8 201.Tg7 Tf1 202.Tg8+ Tf8 203.Tg7 Tf6+ 204.Le6 Tf2 205.Ld5 Tf6+ 206.Ke5 Tf1 207.Kd6 Tf6+ 208.Le6 Tf2 209.Ta7 Kf8 210.Tc7 Td2+ 211.Ke5 Ke8 212.Kf6 Tf2+ 213.Lf5 Td2 214.Tc1 Td6+ 215.Le6 Td2 216.Th1 Kd8 217.Th7 Td1 218.Tg7 Td2 219.Tg8+ Kc7 220.Tc8+ Kb6 221.Ke5 Kb7 222.Tc3 Kb6  223.Ld5 Th2 224.Kd6 Th6+ 225.Le6 Th5 226.Ta3 Ta5 227.Tg3 Th5 228.Tg2 Ka5 229.Tg3 Kb6 230.Tg4 Tb5 231.Ld5 Tc5 232.Tg8 Tc2 233.Tb8+ Ka5 234.Lb3 Tc3 235.Kd5 Tc7 236.Kd4 Td7+ 237.Ld5 Te7 238.Tb2 Te8 239.Tb7 Ka6 240.Tb1 Ka5 241.Lc4 Td8+ 242.Kc3 Th8 243.Tb5+ Ka4 244.Tb6 Th3+ 245.Ld3 Th5 246.Te6 Tg5 247.Th6 Tc5+ 248.Lc4 Tg5 249.Ta6+ Ta5 250.Th6 Tg5 251.Th4 Ka5 252.Th2 Tg3+ 253.Kd4 Tg5 254.Ld5 Ka4 255.Kc5 Tg3 256.Ta2+ Ta3 257.Tb2 Tg3 258.Th2 Tc3+ 259.Lc4 Tg3 260.Tb2 Tg5+ 261.Ld5 Tg3 262.Th2 Tc3+ 263.Lc4 Tg3 264.Th8 Ka3 265.Ta8+ Kb2 266.Ta2+ Kb1 267.Tf2 Kc1 268.Kd4 Kd1 269.Ld3 Tg7  1/2- 1/2